# Franz Ollendorff
Franz Heinrich Ollendorff (hébreu פרנץ אולנדורף ou חיים אולנדורף; né le 15 mai 1900 et décédé le 9 décembre 1981) est un physicien israélien.

## Biographie
Franz Heinrich (Haim) Ollendorf est né à Berlin. En 1924, il rejoint le département de recherche de Siemens à Berlin, travaillant sous Reinhold Rudenberg. À partir de 1928, il enseigne à la faculté d'ingénierie de l'Université technique de Berlin. Malgré les protestations de son superviseur et recteur de l'université Ernst Orlich, les nazis forcent Ollendorff à démissionner en 1933. Peu de temps après le licenciement, Ollendorff rejoint le personnel enseignant de l'école publique juive de Berlin, s'installant à Jérusalem lorsque l'école et le personnel y sont transférés en 1934.
Ollendorff retourne en Allemagne l'année suivante pour organiser le transfert d'enfants juifs vers la Palestine mandataire dans le cadre de la nouvelle Aliyah des jeunes. En 1937, il est finalement expulsé par la Gestapo. En 1939, il rejoint le personnel du Technion de Haïfa et fonde la faculté de génie électrique dans laquelle il est professeur. Il se spécialise dans l'électronique biomédicale et la physique.
Il est membre de l'Académie israélienne des sciences et lettres et reçoit le prix Israël pour ses recherches sur les champs magnétiques (1954). Il est élu membre de l'American Institute of Electrical Engineers en 1963 et est vice-président de l'institut.
Son intérêt pour l'éducation des adolescents fait de lui un fervent partisan du lycée professionnel du Technion.
Ollendorff écrit des livres et des articles sur l'électronique, la physique, les mathématiques, l'acoustique, l'électronique médicale, l'enseignement technique et d'autres domaines spécialisés. %Il a notamment écrit Die Grundlagen der Hochfrequenztechnik (1926); Erdstrom (1928); Die Welt der Vektoren (1950); et Innere Elektronik (1955).